# Лінда Ронстадт
Лінда Марія Ронстадт (англ. Linda Maria Ronstadt; 15 липня 1946, Тусон, Аризона, США) — американська авторка-виконавиця, музикантка, композиторка, продюсерка та акторка.

## Біографія
Лінда Ронстадт, донька професійного музиканта, дебютувала на музичній сцені разом зі своїми сестрами у складі формації Three Ronstads. Під час навчання в «Arizona State University» Лінда познайомилась з гітаристом Бобом Кіммелом (Bob Kimmel). Обидва вирушили до Лос-Анджелеса, де 1964 року разом з гітаристом та автором текстів Кенні Едвардсом (Kenny Edwards) утворили гурт The Stone Poneys. Незабаром The Stone Poneys стали одними з провідних виконавців каліфорнійської фолк-сцени і потрапили в американський Top 20 разом з твором Майкла Несміта «Different Drum», що походив з другого альбому тріо «Evergreen. Vol.2». Однак 1968 року Лінда залишила своїх колег і вирішила розпочати сольну кар'єру.
Перші два альбоми «Hand Sown Home Grown» та «Silk Purse» сповістили, що Ронстадт спрямувала свою творчість у бік стилю кантрі. Проте лише третій лонгплей «Linda Ronstadt», що вийшов 1971 року, став переломним у її сольній кар'єрі. Записаний за допомогою сесійних музикантів Дона Хенлі, Глена Фрея, Берні Лідона та Ренді Мейснера, які пізніше здобули славу як гурт The Eagles, альбом виявився ближчим до кантрі-року. Але твори таких авторів-виконавців, як Джексон Браун, Ніл Янг та Ерік Андерсон, що також ввійшли до альбому «Linda Ronstadt», засвідчили, що співачка не втратила зв'язок з фолк-роком. Після появи цього лонгплею Ронстадт почали вважати одним з лідерів каліфорнійського року.
Проте черговий альбом «Don't Cry Now» був якимось непримітним, головним чином через невдалий підбір матеріалу, у той час як «Heart Like A Whell» з його досконалим звучанням зробив з співачки справжню зірку. До цього видання-бестселеру, що розійшлося тиражем близько двох мільйонів примірників та очолило американський чарт, ввійшли, наприклад, кавер-версія твору «You're No Good» та драматична версія пісні Генка Вільямса «І Can't Help It». Перша з них, видана на синглі, зайняла перше місце у США, а друга принесла Ронстадт нагороду «Греммі» як найкращій кантрі-співачці.
Подальші альбоми Ронстадт були також дбайливо зроблені і призначались як для прихильників року, так і кантрі. Наприклад, поряд з традиційним матеріалом автора-виконавця можна було почути класику рок-н-ролу чи музику соул. Але всупереч нестримній похвалі з боку мас-медіа та досить стійкій популярності, відчувалось наближення регресу у творчості артистки. Попри те, що на альбомі 1980 року «Mad Love» Лінда використала три твори Елвіса Костелло, наблизивши цим роботу до популярного тоді стилю нью-вейв та здобувши комерційний успіх, цей лонгплей сигналізував, що стара формула повністю себе вичерпала.
Проте у 1980-х роках артистка випробувала себе у різних амплуа і запропонувала стилістично різні роботи. Її участь у бродвейській виставі «Pirates Of Penzanee» отримала доброзичливі рецензії. Також Ронстадт зробила цілу серію записів з диригентом: та аранжувальником Нелсоном Ріддлі, результатом чого стали альбоми «What's New», «Lush Life» та «For Sentimental Reasons».
Наприкінці 1986 року Лінда у дуеті з Джеймсом Інгремом записала твір «Somewhere Out There», що був головною музичною темою до анімаційного фільму «An American Tail», який досяг другої сходинки в американському чарті. 1987 року співачка повернулась до кантрі, запропонувавши альбом «Trio», який записала у співпраці з Доллі Партон та Еммілоу Харріс. Того ж року з'явився її альбом «Condones de mi Padre», який складався з традиційних мексиканських пісень, що несподівано стали хітами. Двома роками потому вона запропонувала «Cry Like A Rainstorm -How I Like The Wind», що виявився її першим поп-альбомом з часів «Get Closer» (1982). До цього альбому ввійшов дует Лінди з Ароном Невіллом «Don't Know Much», який на синглі розійшовся мільйонним тиражем і зайняв другу позицію в американському та британському чартах. До зацікавлення традиційними мексиканськими та іспанськими піснями Ронстадт повернулась на платівках «Mas Canciones» (1991) та «Frenesi» (1992), а в американському чарті вона знову з'явилась завдяки лонгплеям «Winter Light» та «Feels Like Home». 1996 року вона запропонувала дитячий альбом «Dedicated То The One I Love».

## Дискографія
- 1969: Hand Sown Home Grown
- 1970: Silk Purse
- 1971: Linda Ronstadt
- 1973: Don't Cry Now
- 1974: Different Drum
- 1974: Heart Like A Whell
- 1975: Prisoner In Disguise
- 1976: Hasten Down the Wind
- 1976: Greatest Hits. Volume 1
- 1977: Simple Dreams
- 1977: Retrospective
- 1978: Living In The U.S.A.
- 1980: Mad Love
- 1980: Greatest Hits Volume 2
- 1981: Keeping Out Of Mischief
- 1982: Get Closer
- 1983: What's New
- 1984: Lush Life
- 1986: For Sentimental Reasons
- 1986: Round Midnight With Nelson Riddle
- 1987: Trio (разом з Доллі Партон та Еммілоу Харріс)
- 1987: Canciones de mi Padre
- 1989: Cry Like a Rainstorm, How I Like The Wind
- 1990: Mas Cansiones
- 1992: Frenesi
- 1994: Winter Light
- 1995: Feels Like Home
- 1996: Dedicated To The One I Love
- 1998: We Ran
- 1999: Trio 2 (разом з Доллі Партон та Еммілу Харріс)
- 1999: Western Wall — The Tucson Sessions (разом з Еммілу Харріс)
- 2000: A Merry Little Christmas
- 2004: Hummin' to Myself
- 2006: Adieu False Heart (разом з Ann Savoy)

### The Stone Poneys
- 1967: The Stone Poney
- 1967: Evergreen Vol.2
- 1968: Stone Poney & Friends Vol. 3
- 1972: Stoney End